# Taniwhasaurus
Taniwhasaurus (Maori Taniwha, ein drachenartiges Wasserungeheuer; Gr. sauros = Echse, Syn.: Tylosaurus haumuriensis) ist eine Gattung der Mosasaurier aus der Zeit der Oberkreide. Der einen halben Meter lange Schädel des Typusexemplars wurde bei Kaikoura auf der Südinsel Neuseelands gefunden und als Taniwhasaurus oweni beschrieben. Das gesamte Tier war wahrscheinlich sechs Meter lang. Der Schädel des vorher als Tylosaurus haumuriensis bezeichneten Fossils ist 1,1 Meter lang und das Tier erreichte wahrscheinlich eine Länge von zwölf Metern.

## Merkmale

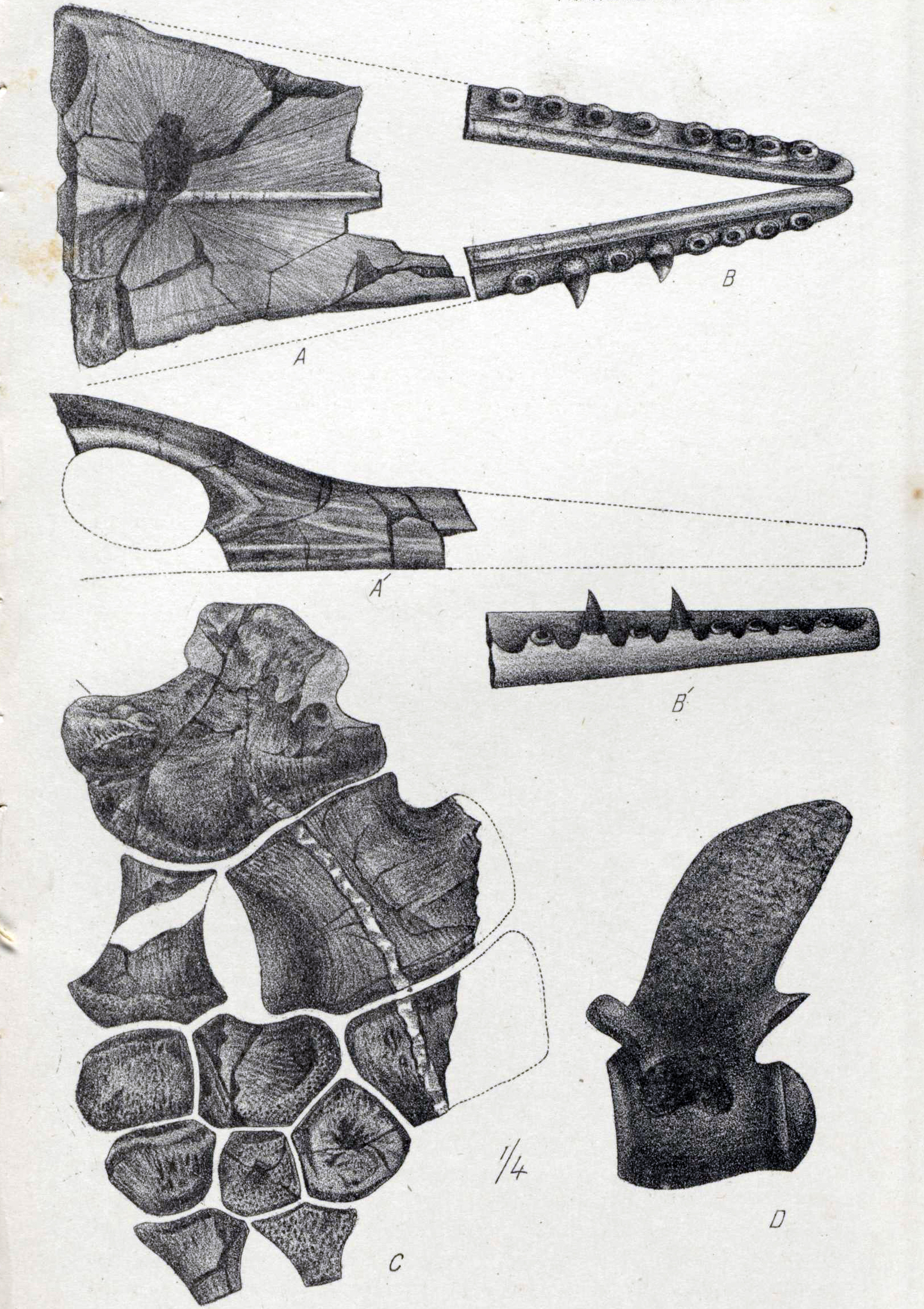
Fragmente des Schädels und des Kiefer von T. oweni, aus der Originalbeschreibung von Hector, 1874.

Taniwhasaurus war ein großer Tylosaurinae, der am Ende des Unterkiefers den für die Unterfamilie typischen zahnlosen Rammsporn hatte. Die Zähne waren seitlich abgeflacht, ungesägt und hatten vorne und hinten scharfe Ränder. Die Gaumenzähne waren sehr klein. Taniwhasaurus war nahe mit Hainosaurus verwandt.

## Arten
Bisher wurden drei Arten beschrieben: T. oweni, aus Neuseeland, T. antarcticus aus der Antarktis und T. mikasaensis aus Japan. Taniwhasaurus ist damit der einzige bekannte Tylosaurinae, der auch auf der Südhalbkugel der Erde lebte.